# Ударний метаморфізм
Ударний метаморфізм, імпактний метаморфізм — процес перетворення структури та мінерального складу гірських порід під впливом високого тиску та температури внаслідок падіння великих метеоритів на поверхню Землі. Не має ніяких генетичних зв'язків з усіма іншими типами метаморфізму.
Імпактний метаморфізм характеризується високими температурами й надвисокими тисками (від 1—10 до 100 ГПа), а також короткочасністю метаморфічних перетворень. Породи, що утворюються в результаті імпактного метаморфізму, називаються імпактитами. Для них характерні такі високобарні фази, як алмаз, шоковий кварц, коесит, стишовіт.
Імпактити зазвичай локалізуються в межах астроблем (наприклад, Попігайський кратер).